# Gare d'Yverdon-les-Bains
La gare de Yverdon-les-Bains est une gare ferroviaire située sur le territoire de la commune suisse d'Yverdon-les-Bains, dans le canton de Vaud.

## Situation ferroviaire
La gare d'Yverdon-les-Bains est située au point kilométrique 39,13 de la ligne du Pied-du-Jura ainsi qu'aux kilomètres 0 de la ligne de la Broye transversale (d'Yverdon-les-Bains à Fribourg) et de la ligne à écartement métrique d'Yverdon à Sainte-Croix.
Elle se situe dans le centre-ville d'Yverdon-les-Bains et dispose de deux quais dont un central et un autre latéral. Parmi les huit voies traversant la gare, trois permettent à des trains de s'arrêter le long de quais. Il existe en plus un faisceau de voies pour les trains de marchandises et quelques ateliers.

## Histoire
La gare d'Yverdon-les-Bains a été inaugurée en 1855 avec la mise en service du tronçon Yverdon-les-Bains - Bussigny de la ligne du Pied-du-Jura. Cette même ligne a ensuite été prolongée vers le nord en 1859. Enfin, la mise en service le 1er février 1877 de la deuxième partie de la ligne de la Broye transversale a permis de relier par les rails Yverdon-les-Bains et Payerne.
Adossée à la gare CFF se situe la gare tête de ligne de la ligne de chemin de fer à écartement métrique Yverdon-les-Bains - Sainte-Croix, inauguré en 1893,.

## Service des voyageurs

### Accueil
Gare des CFF, elle est dotée d'un bâtiment voyageurs abritant un guichet de vente de titres de transports.
La gare est entièrement accessible aux personnes à mobilité réduite.

### Desserte

#### Trains nationaux
En matière de trafic national, Yverdon-les-Bains voit principalement s'arrêter les trains de la ligne InterCity 5. Chaque heure, par sens, il s'arrête ainsi deux trains reliant Lausanne à la gare centrale de Zurich; l'un des deux trains poursuit jusqu'à Saint-Gall et Rorschach. Jusqu'à l'horaire 2024, le train de Rorschach était à destination de Genève-Aéroport. Pour pallier ce vide, des trains InterRegio circulent aux heures de pointe entre Neuchâtel et Genève-Aéroport.
- 5 Genève-Aéroport – Genève-Cornavin – Morges / Lausanne – Yverdon-les-Bains – Neuchâtel – Bienne (– Grenchen Sud) – Soleure (– Oensingen) – Olten – Gare centrale de Zurich (– Zurich Aéroport – Winterthour – Saint-Gall – Rorschach)
- 57 Genève-Aéroport – Genève-Cornavin – Nyon – Gland – Morges – Yverdon-les-Bains – Neuchâtel

#### RER Vaud
La gare fait partie du RER Vaud, assurant des liaisons rapides à fréquence élevée dans l'ensemble du canton de Vaud. Yverdon-les-Bains est desservie chaque heure dans chaque sens par un train des lignes R1 et R2 reliant Grandson à Lausanne et Cully.

#### RER Fribourg
La gare fait également partie du RER Fribourg. Elle est desservie par la ligne S30 reliant Yverdon-les-Bains à Fribourg deux fois par heure en semaine et une fois par heure le week-end. C'est une ligne exploitée par les CFF.
- S30 : Yverdon-les-Bains - Payerne - Fribourg.

#### Trafic régional du canton de Neuchâtel
La gare est desservie par les trains régionaux de la ligne R13 Yverdon-les-Bains - Neuchâtel - Bienne.

### Intermodalité
La gare est directement en correspondance avec celle d'Yverdon-les-Bains YSC, point de départ de la ligne à voie étroite vers Sainte-Croix exploitée par TRAVYS.
Elle est également desservie par l'ensemble des lignes du réseau de bus urbains d'Yverdon-les-Bains, numérotées de 601 à 605, exploitées également par TRAVYS, ainsi que par les lignes régionales TRAVYS 611 et 613 à destination de Champvent et Vallorbe et les lignes régionales CarPostal à destination de Gorgier-Saint-Aubin, Provence, Mauborget / Couvet, Vuitebœuf, Arnex-sur-Orbe / Croy, Granges-près-Marnand, Thierrens, Moudon, Bercher, Échallens et Chavornay.